# Ampangan
Ampangan is een bestuurslaag in het regentschap Payakumbuh van de provincie West-Sumatra, Indonesië. Ampangan telt 679 inwoners (volkstelling 2010).